# Antonivkas landsvägsbro

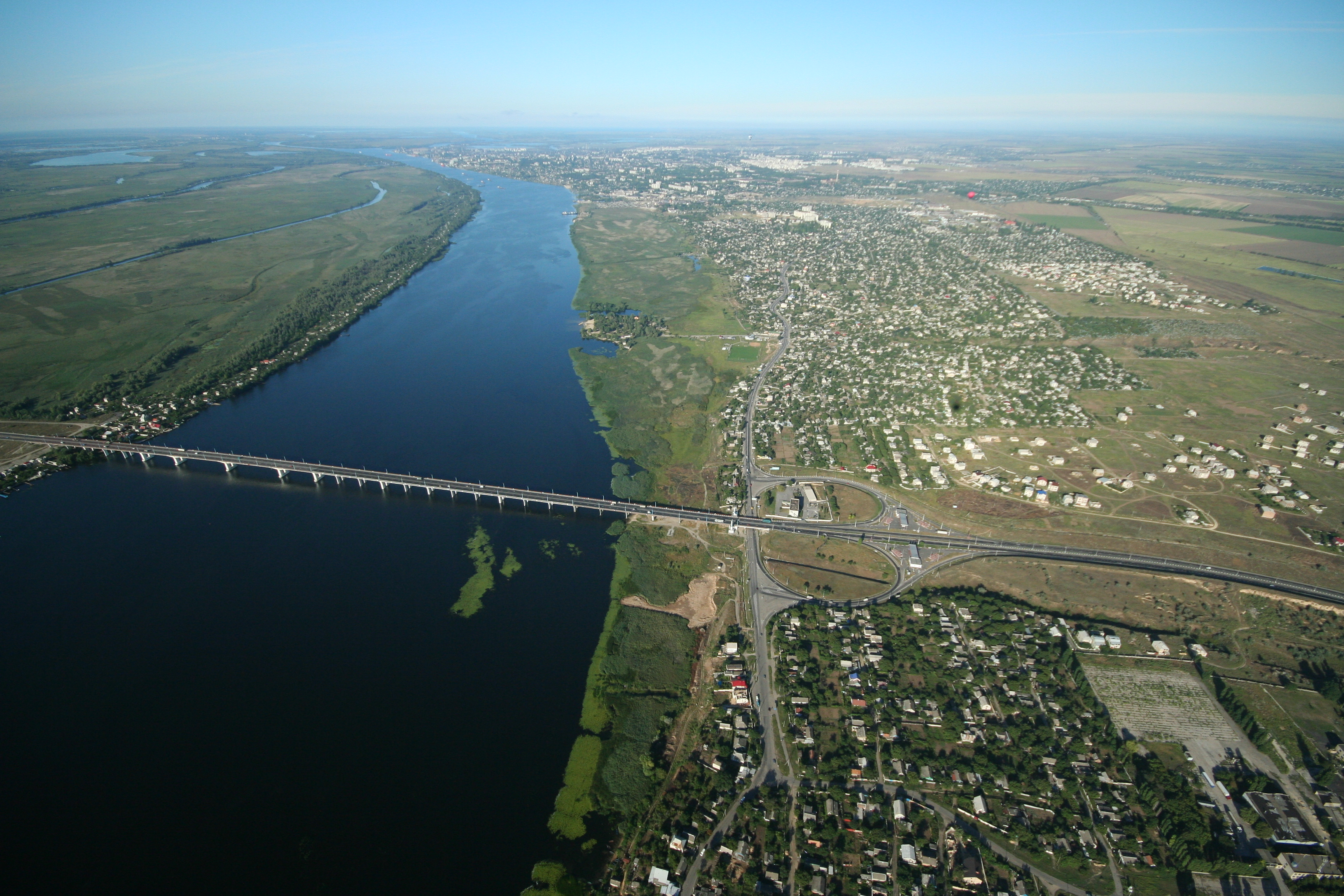
Bild av bron tagen mot väster, nedströms mot Cherson. Förorten Antonivka syns till höger vid brofästet.

Antonivkas landsvägsbro (ukrainska: Антонівський міст, Antonivskyj mist) är en bro i nord–sydlig riktning över floden Dnepr i Cherson oblast i Ukraina. Den invigdes 1985 och förbinder staden Chersons förort Antonivka på Dneprs högra (här norra) sida med Olesjky och landsvägen mot sydost och Krim. Omkring 10 000 fordon passerade bron varje dag, innan krigsutbrottet den 24 februari 2022.
Den fyrfiliga brobanan förstördes delvis i slutet av juli 2022, efter att Ukrainas armé påbörjat en motoffensiv mot Cherson. Staden intogs av ryssarna under inledningen av Rysslands invasion av Ukraina 2022.
Sex kilometer uppströms ligger Antonivkas järnvägsbro.